# Bilariaganj
Bilariaganj es una pueblo y nagar Panchayat situado en el distrito de Azamgarh en el estado de Uttar Pradesh (India). Su población es de 13096 habitantes (2011). 

## Demografía
Según el  censo de 2001 la población de Bilariaganj era de 11891 habitantes, de los cuales el 51% eran hombres y el 49% eran mujeres. Bilariaganj tiene una tasa media de alfabetización del 67%, superior a la media nacional del 59,5%: la alfabetización masculina es del 73%, y la alfabetización femenina del 61%.